# Mouvement nouvelle voie
Pour les articles homonymes, voir MNR.
Le Mouvement nouvelle voie (MNR ou NR, Movimento Novo Rumo) est un parti politique santoméen fondé en 2006. Son leader est João Gomes.

## Historique
Le Mouvement nouvelle voie remporte un siège aux élections législatives de 2006, détenu par José Cassandra pour le district de Pagué. Au total, ce sont 2 515 personnes qui votent pour le MNR, soit 4,83 % des votants. Ces résultats sont considérés comme un échec. À ce propos, José Cassandra déclare en 2013 : « Je dois reconnaître que pendant [...] la campagne électorale des élections législatives, nous avons commis des erreurs. » Il explique que le parti s'est trop focalisé sur des détails et non sur une « explication exhaustive » du programme.

## Résultats électoraux
Élections législatives
| Année | Résultats | Résultats | Sièges | Rang |
| Année | Voix      | %         | Sièges | Rang |
| ----- | --------- | --------- | ------ | ---- |
| 2006  | 2 515     | 4,83      | 1 / 55 | 4e   |